# إبراهيم شيام
إبراهيم شيام مواليد 3 فبراير 1982 في المالديف، هو لاعب كرة قدم مالديفي. يلعب كمهاجم.

## المسيرة الاحترافية

### أندية لعب لها
- نادي فيكتوري
- نادي في بي
- نادي نيو راديانت

## روابط خارجية
- إبراهيم شيام على موقع الاتحاد الدولي (مؤرشف)  (الإنجليزية)
- إبراهيم شيام على موقع قاعدة بيانات كرة القدم.إي يو (الإنجليزية)
- إبراهيم شيام على موقع ناشيونال فوتبول تيمز (الإنجليزية)